# All-Star Game da NBA de 1955
O All-Star Game da NBA de 1955 foi o quinto NBA All-Star Game, disputado no Madison Square Garden em Nova Iorque, Nova Iorque, no dia 18 de janeiro de 1955. Bill Sharman, do Boston Celtics, recebeu o prêmio de MVP do jogo. A Conferência Leste foi a vencedora, por 100 a 91.

## Conferência Leste
Treinador:  Al Cervi, Syracuse Nationals
| Jogador        | Time                  | MIN | AA | AT | TLA | TLT | REB | ASS | FC | PTS |
| -------------- | --------------------- | --- | -- | -- | --- | --- | --- | --- | -- | --- |
| Harry Gallatin | New York Knicks       | 36  | 4  | 7  | 5   | 5   | 14  | 3   | 2  | 13  |
| Bob Cousy      | Boston Celtics        | 35  | 7  | 14 | 6   | 7   | 9   | 5   | 1  | 20  |
| Dolph Schayes  | Syracuse Nationals    | 29  | 6  | 12 | 3   | 3   | 13  | 1   | 4  | 15  |
| Ed Macauley    | Boston Celtics        | 27  | 1  | 5  | 4   | 5   | 4   | 2   | 1  | 6   |
| Paul Seymour   | Syracuse Nationals    | 16  | 3  | 8  | 2   | 2   | 3   | 1   | 1  | 8   |
| Dick McGuire   | New York Knicks       | 25  | 1  | 2  | 1   | 2   | 3   | 6   | 1  | 3   |
| Paul Arizin    | Philadelphia Warriors | 23  | 4  | 9  | 1   | 2   | 2   | 2   | 5  | 9   |
| Bill Sharman   | Boston Celtics        | 18  | 5  | 10 | 5   | 5   | 4   | 2   | 4  | 15  |
| Carl Braun     | New York Knicks       | 16  | 4  | 6  | 0   | 0   | 2   | 2   | 2  | 8   |
| Neil Johnston  | Philadelphia Warriors | 15  | 1  | 7  | 1   | 1   | 6   | 1   | 0  | 3   |
| Total          |                       | 240 | 36 | 80 | 28  | 32  | 60  | 25  | 21 | 100 |

## Conferência Oeste
Treinador: Charley Eckman, Fort Wayne Pistons
| Jogador        | Time               | MIN                          | AA                           | AT                           | TLA                          | TLT                          | REB                          | ASS                          | FC                           | PTS                          |
| -------------- | ------------------ | ---------------------------- | ---------------------------- | ---------------------------- | ---------------------------- | ---------------------------- | ---------------------------- | ---------------------------- | ---------------------------- | ---------------------------- |
| Andy Phillip   | Fort Wayne Pistons | 28                           | 3                            | 4                            | 0                            | 0                            | 3                            | 6                            | 3                            | 6                            |
| Jim Pollard    | Minneapolis Lakers | 27                           | 7                            | 19                           | 3                            | 3                            | 4                            | 0                            | 1                            | 17                           |
| Bobby Wanzer   | Rochester Royals   | 26                           | 3                            | 7                            | 2                            | 2                            | 3                            | 2                            | 4                            | 8                            |
| Larry Foust    | Fort Wayne Pistons | 24                           | 3                            | 10                           | 1                            | 1                            | 7                            | 1                            | 1                            | 7                            |
| George Yardley | Fort Wayne Pistons | 22                           | 4                            | 11                           | 3                            | 4                            | 4                            | 2                            | 2                            | 11                           |
| Bob Pettit     | Milwaukee Hawks    | 27                           | 3                            | 14                           | 2                            | 4                            | 9                            | 2                            | 0                            | 8                            |
| Vern Mikkelsen | Minneapolis Lakers | 25                           | 7                            | 15                           | 2                            | 3                            | 9                            | 1                            | 5                            | 16                           |
| Slater Martin  | Minneapolis Lakers | 23                           | 2                            | 5                            | 1                            | 2                            | 2                            | 5                            | 3                            | 5                            |
| Frank Selvy    | Milwaukee Hawks    | 19                           | 2                            | 7                            | 3                            | 4                            | 3                            | 1                            | 4                            | 7                            |
| Jack Coleman   | Rochester Royals   | 19                           | 2                            | 8                            | 2                            | 3                            | 6                            | 1                            | 0                            | 6                            |
| Arnie Risen    | Rochester Royals   | Não jogou devido a uma lesão | Não jogou devido a uma lesão | Não jogou devido a uma lesão | Não jogou devido a uma lesão | Não jogou devido a uma lesão | Não jogou devido a uma lesão | Não jogou devido a uma lesão | Não jogou devido a uma lesão | Não jogou devido a uma lesão |
| Total          |                    | 240                          | 36                           | 100                          | 19                           | 26                           | 50                           | 21                           | 23                           | 91                           |